# Pekings Tennisstadion

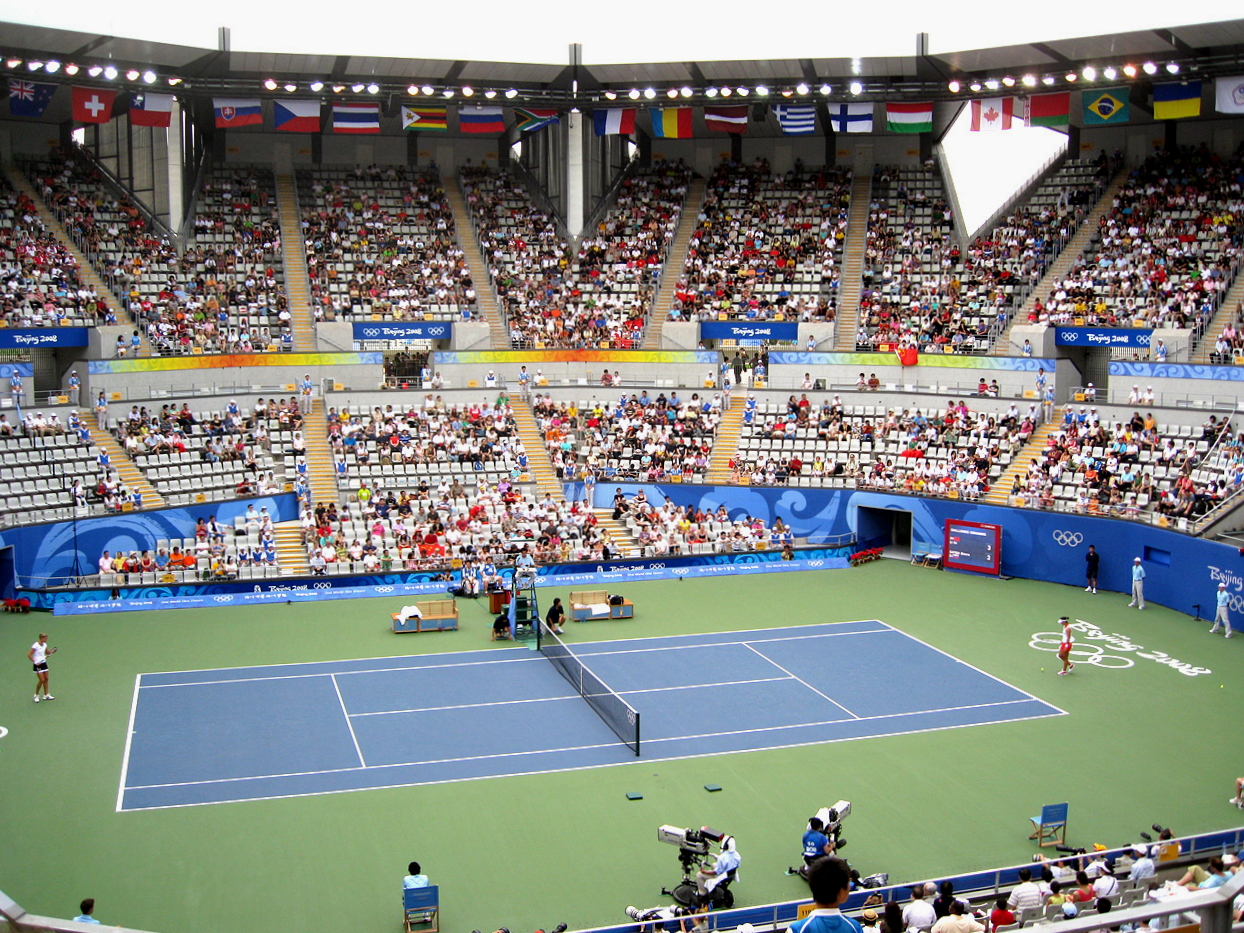
Tennisstadion invändigt.

Pekings Tennisstadion, eller Tennisstadion i Olympiaparken, (kinesiska: 北京奥林匹克公园网球场) är en tennisarena i Peking, Kina. Den byggdes till de olympiska sommarspelen 2008, och blev färdig den 1 oktober 2007. Arenan är belägen i den nordvästra delen av Olympiaparken, ett par kilometer från Nationalstadion. Totalt har den en kapacitet på 17 400 åskådare.
Efter spelen har det varit tänkt att den ska kunna användas av vanliga medborgare, förutom till större turneringar.

## Utformning
Tennisanläggningen upptar ett helt område som är 16,7 hektar stort. Där ligger huvudarenan, som tar 10 000 åskådare. Dess form är inspirerad av lotusblomman, med tolv sektioner som kronblad. För att alla ska kunna se bättre har arkitekterna gjort en större lutning på läktarna än vad som normalt förekommer runt tennisbanor.
På området i sin helhet finns det 10 stycken tävlingsbanor. Förutom huvudarenan har förstabanan 4 000 sittplatser, och andrabanan 2 000. Även dessa är formade efter lotusen, men har inte lika höga läktare. Övriga sju banor kan totalt ta 1 400 åskådare. Banorna har tillsammans en byggarea på 26 514 kvadratmeter.
Området och arenorna är utformade av China State Construction International Shenzhen Design Consulting Company, med Zheng Fang som huvudarkitekt.

## Arrangemang
Anläggningen byggdes för att kunna genomföra tennisturneringen under OS 2008. Totalt 80 spelare, 44 damer och 36 herrar från 13 länder, spelade tillsammans 210 matcher. Dessutom genomfördes turneringen i rullstolstennis vid de paralympiska sommarspelen 2008 på arenan.

### Fotnoter
1. 1 2  Beijing 2008 (5 oktober 2007). ”'Fan-friendly' Olympic Green Tennis Center” (på engelska) (HTML). Arkiverad från originalet den 9 september 2008. https://web.archive.org/web/20080909070903/http://en.beijing2008.cn/cptvenues/venues/ogt/headlines/ogtc/s214171787/n214172698.shtml. Läst 9 september 2008.
2. ↑  ”Beijing Olympic Green Tennis Court” (på engelska) (HTML). Beijing Olympic Games. 7 augusti 2008. http://olympicgames2008china.wordpress.com/2008/08/07/beijing-olympic-green-tennis-court/. Läst 9 augusti 2008.
3. 1 2  Beijing 2008 (1 oktober 2007). ”Olympic Green Tennis Center is officially delivered on National Day” (på engelska) (HTML). Arkiverad från originalet den 7 september 2008. https://web.archive.org/web/20080907015728/http://en.beijing2008.cn/cptvenues/venues/ogt/headlines/n214170465.shtml. Läst 9 september 2008.
4. ↑  Svenska namn enligt TT-språket. ”Andra språk // Kinesiska namn - OS-arenor” (HTML). http://www.tt.se/ttsprak/skrivregler/searchResultViewResult.aspx?chapter=12&page=9&xml=ttspraket.xml&template=ttspraket.inc&section=2&search=olympiska. Läst 18 augusti 2008.[död länk] Engelska och kinesiska namn enligt den officiella OS-sajtens artikel: Beijing 2008 (2008). ”Beijing Olympic Green Tennis Court” (på engelska) (HTML). Arkiverad från originalet den 9 augusti 2008. https://web.archive.org/web/20080809120241/http://en.beijing2008.cn/venues/ogt/index.shtml. Läst 9 september 2008.
5. ↑  Beijing 2008 (5 oktober 2007). ”Olympic Green Tennis Center benefits tennis players and fans” (på engelska) (HTML). Arkiverad från originalet den 8 september 2008. https://web.archive.org/web/20080908193259/http://en.beijing2008.cn/cptvenues/venues/ogt/headlines/ogtc/s214171787/n214173435.shtml. Läst 9 september 2008.

### Övriga källor
- Avsnittet Utformning är i sin helhet baserat på: Beijing 2008 (5 oktober 2007). ”'Fan-friendly' Olympic Green Tennis Center” (på engelska) (HTML). http://en.beijing2008.cn/cptvenues/venues/ogt/headlines/ogtc/s214171787/n214172698.shtml. Läst 9 september 2008.